# علی‌محمد عرب
علی‌محمد عرب یک کارگر ایرانی بود که در سال ۱۹۷۹ برای یکی از ۷۳ کرسی مجلس خبرگان قانون اساسی انتخاب شد و در دور دوم مجلس شورای اسلامی کاندیدای دفتر تحکیم وحدت بود. عرب به جز این هیچ فعالیت سیاسی دیگر نداشته است.